# Toronto, England
Toronto är en by i kommunen Durham i Durhams grevskap i England i Storbritannien. Byn är belägen 14 kilometer från Durham. Orten har 399 invånare (2001). Orten har fått sitt namn efter Toronto i Kanada.